# HDD Olimpija Ljubljana
HD Olimpija Ljubljana är ett slovenskt ishockeylag från Ljubljana, Slovenien. Klubben grundades 1929 och hemmamatcherna spelas i Dvorana Tivoli. Man spelar både i den inhemska slovenska ligan och i den österrikiska Erste Bank Eishockey Liga (EBEL).
Laget tog sig till final i EBEL säsongen 2007/2008. Där förlorade laget mot FC Red Bull Salzburg.

## Meriter
- Jugoslaviska mästare (till 1991): 1972, 1974, 1975, 1976, 1979, 1980, 1983, 1984
- Slovenska mästare (från 1992): 1995, 1996, 1997, 1998, 1999, 2000, 2001, 2002, 2003, 2004, 2007